# 내부게발트
내부게발트(일본어: 内部ゲバルト 나이부게바루토[*]), 약칭 안게바(일본어: 内ゲバ 우치게바[*])는 같은 진영 내부의 폭력 항쟁을 말한다.  "게발트(독일어: Gewalt)"는 독일어로 폭력이라는 뜻이다.
일반적으로 일본의 학생운동과 일본 신좌파 정파간의 폭력을 사용한 당파투쟁을 가리킨다. 신좌파는 국가권력의 폭력장치(경찰 등)에 대한 폭력=게발트를 공개적으로 표명했다. 하지만 혁명이라는 공통된 목적을 가진 좌익진영 내부에 있으면서도 노선대립이나 헤게모니 다툼을 이유로 좌파 정파간에 폭력을 행사한다. 이것이 안게바의 개념이다. 경찰 등 국가공권력에 대한 폭력항쟁은 밖게바(일본어: 外ゲバ 소토게바[*]), 동일 정파 내부에서 벌어질 경우 안안게바(일본어: 内内ゲバ 우치우치게바[*])라고 했다.
그 시초는 1950년 일본공산당이 소감파와 국제파로 분열된 이후 학생운동계에서 양파의 테러와 린치가 빈발한 것이 시작이다.
일본공산당을 부정하고 태어난 신좌파도 1960년대 초기 많은 분열이 일어나면서 안게바가 발생했다. 처음에는 정파간의 논쟁 정도였지만 이후에는 개인을 납치해 린치를 가하는 등 소름끼치는 것이 되어갔다. 또한 신좌파의 가두무장투쟁이 치열해짐에 따라 정파간 항쟁에도 무기가 등장하고 심각해져갔다. 이렇게 1960년대 후반 이후 많은 신좌파 정파 간에 안게바가 만연했다. 특히 중핵파・혁노협과 혁마르파 간의 안게바가 격렬했다. 1970년대에는 혁마르파가 중핵파와 혁노협의 지도자를 암살하기에 이르면서 안게바는 전쟁의 지경이 되었다. 한편 제4인터 등은 안게바를 부정했다.
일본공산당은 1955년 6전협에서 무장투쟁노선을 포기하고 의회를 통한 평화혁명을 지향하는 방향으로 전환했고, 그 지도를 받는 민청과 함께 겉으로는 폭력반대운동을 주장했다. 선거전략 면에서도 좌익이 폭력적으로 보이는 것에 민감했다. 그러나 민청과 신좌파 간에도 내게바가 일어났다. 민청의 사수대는 새벽행동대(あかつき行動隊)라고 했다. 그 속사정은 미야자키 마나부의 『돌파자』(남풍사, 1996년)에 상세하다.
범죄백서에 따르면 1968년부터 2000년까지 안게바 사건은 건수가 2020건, 사망자가 97명, 부상자가 5429명, 2004년까지 발생한 사망자 3명을 더하면 사망자 100명이다. 안게바에 휘말리거나 공격측의 오인으로 죽거나 다친 무당파 운동권이나 일반인도 적지 않다. 이런 것은 소위 "오폭(誤爆)"이라고 하는데, 오폭을 수행한 정파가 사과한 사례는 거의 없다.
학생운동의 전성기 시대에는 운동권들을 내부 분열로  자멸시키기 위해 공안경찰이 각 정파에 적대 정파의 소재정보를 교묘하게 유출시키는 등 안게바를 뒤에서 조장하는 일도 자주 있었다. 적대 정파를 서로 "경찰의 앞잡이"라고 비난하는 것은 이 대문이다. 프락치로 잠입한 경찰관리가 안게바로 살해당하기도 했다. 이런 학생운동의 변천은 사회주의, 공산주의에 대한 환멸을 낳았고 운동 자체의 쇠퇴를 결정짓게 된다.
대부분의 안게바는 조직적 범행으로서 도난차량을 사용해 퇴로를 확보하고 복면 차림으로 습격한 경우가 많았기 때문에 누가 습격에 관여했는지 확인하기 어렵다. 그 밖에도 전화선을 절단하는 등 성공적 수사방해 은폐공작으로, 백주대낮에 발생하거나 기관지에서 범행을 자백한 것 같은 사건에도 공소시효가 성립하여 범인을 검거하지 못한 사건이 적지 않다.
한편 신우파 사이에서도 스파이 숙청사건 등 소수지만 안게바라고 할 수 있는 사건이 있었다.

## 주요 유형
요요기계(일공당계) vs. 신좌파계
1968년에서 1973년까지 5년간 안게바는 1023건 발생해 10명이 사망했다. 그 중 약 절반인 488건이 요요기계 전학련과 신좌파 학생집단간의 항쟁이었다.
중핵파 vs. 혁마르파
가장 대표적인 안게바 사례. 다른 안게바들에 비해 사상자가 유독 많다. 양파 모두 신좌파 학생운동 중 최대 조직들로서 팽팽하게 대립했기 때문이다. 1960년대 혁공동이 분열한 이후 안게바가 빈발하고 1970년대 들어서는 살인의 지경이 되어 전국의 대학, 직장, 길거리에서 안게바가 펼쳐졌다(도쿄교육대학생 린치살인사건, 간사이대학 캠퍼스내 게바살인사건, 카와구치 다이자부로 사건, 류큐대학내 게바오인살인사건 등). 심지어 1975년에는 혁마르파가 중핵파 최고지도자 혼다 노부요시를 암살하기에 이르렀다. 이후 중핵파의 혁마르파에 대한 안게바 또한 치열했다(가와사키시 여직원 게바살인사건 등). 1990년대 들어 양자의 안게바는 점차 진정되고, 21세기가 되면 노동조합이나 시민단체 집회에서 중핵파와 혁마르파가 각자 전단지를 배부하는 광경도 볼 수 있게 되었다. 1990년대 초에 양파 간부가 안게바 종결에 타결했다는 소문이 있지만 진상은 불명이다.
혁노협(사청동 해방파) vs. 혁마르파
도쿄대학과 와세다대학의 헤게모니 다툼에서 비롯되어 1970년대에 살인의 지경이 된다. 1977년 혁마르파가 혁노협 최고지도자 카사하라 세이기를 암살했다. 이후 혁노협의 혁마르파에 대한 안게바 또한 치열했다(우라와 차량방화 게바살인사건 등).
혁노협 내부 안안게바
1989년 혁노협 전 간부 안게바 살인사건 때 혁노협은 이것을 안안게바로서 정당화했다. 또한 1999년부터 2004년까지 주류파(현대사파)와 비주류(적채사파)가 분열했을 때 10명이 살해되면서 큰 안게바가 거의 사라져가는 시기에 사회에 충격을 주었다.
공산동 각파의 안게바
제2차 분트가 붕괴하는 과정에서 다양한 종파가 안게바를 펼쳤다. 1969년 7월 주오대학 사회학동 내부 분열항쟁에 의한 안게바로 학생이 사망했다. 1969년 7월 6일에는 공산주의자동맹 적군파가 공산동 집행부 의장을 감금폭행, 이튿날 반기파가 적군파를 습격, 탈출하는 과정에서 적군파 1명이 추락사했다.
혁마르파 vs. 다른 정파
혁마르파는 타당파해체노선을 내세워 자신을 제외한 모든 신좌파 정파들에게 게발트를 걸면서 폭력으로 대학자치회나 노조를 장악해나갔다.
중핵파 vs. 제4인터통일서기국파
제4인터 일본지부는 안게바를 부정하는 정파였다. 1984년(쇼와 59년) 1월 산리즈카 시바야마 연합공항반대동맹의 분열을 둘러싸고 중핵파가 제4인터통일서기국파를 습격해 큰 부상을 입혔다. 사망자는 없었지만 얼음송곳으로 허벅지를 찔려 괴저가 일어나 왼쪽 다리를 절단한 사람, 두개골이 골절되는 사람 등 중상자가 발생했다. 이에 제4인터 측에서 항의성명을 발표했지만, 본래 "안게바 반대"를 주장하던 제4인터는 중핵파에게 폭력적으로 반격할 수 없었다. 그래서 중핵파는 제4인터파에 대해 일방적인 안게바를 벌였다. 그러나 제4인터파도 거점학교에서는 폭력으로 대립정파를 위협했기 때문에 항상 안게바에 반대하는 입장을 관철한 것은 아니다.